# زبان بیشنوپریا مانیپوری
زبان بیشنوپِریا مانیپوری (বিষ্ণুপ্রিয়া মণিপুরী) از زبان‌های هندوآریایی است که در شمال شرق هند و بنگلادش و برمه رواج دارد و حدود ۴۵۰ هزار گویشور دارد.